# Rigarda
Rigarda  est une commune française, située dans le centre du département des Pyrénées-Orientales en région Occitanie. Ses habitants sont appelés les Rigardanais(es). Sur le plan historique et culturel, la commune se situe dans le Conflent, correspondant à l'ensemble des vallées pyrénéennes qui « confluent » avec le lit creusé par la Têt entre Mont-Louis et Rodès. Elle est dans l'unité urbaine de Vinça et fait partie de l'aire d'attraction de Perpignan.
Rigarda est une commune rurale qui compte 700 habitants en 2022, après avoir connu une forte hausse de la population depuis 1975.
Exposée à un climat océanique altéré,[pertinence contestée] la commune est traversée par la rivière de Rigarda et par deux autres cours d'eau. La commune possède un patrimoine naturel remarquable composé d'une zone naturelle d'intérêt écologique, faunistique et floristique.

## Géographie

### Localisation
La commune de Rigarda se trouve dans le département des Pyrénées-Orientales, en région Occitanie.
Elle se situe à 31 km à vol d'oiseau de Perpignan, préfecture du département, à 9 km de Prades, sous-préfecture, et à 20 km d'Amélie-les-Bains-Palalda, bureau centralisateur du canton du Canigou dont dépend la commune depuis 2015 pour les élections départementales.
La commune fait en outre partie du bassin de vie de Prades.
Les communes les plus proches sont : 
Joch (1,1 km), Finestret (2,1 km), Vinça (2,3 km), Espira-de-Conflent (3,1 km), Glorianes (4,2 km), Rodès (4,3 km), Marquixanes (4,4 km), Estoher (4,7 km).
Sur le plan historique et culturel, Rigarda fait partie de la région de Conflent, héritière de l'ancien comté de Conflent et de la viguerie de Conflent. Ce pays correspond à l'ensemble des vallées pyrénéennes qui « confluent » avec le lit creusé par la Têt entre Mont-Louis, porte de la Cerdagne, et Rodès, aux abords de la plaine du Roussillon.

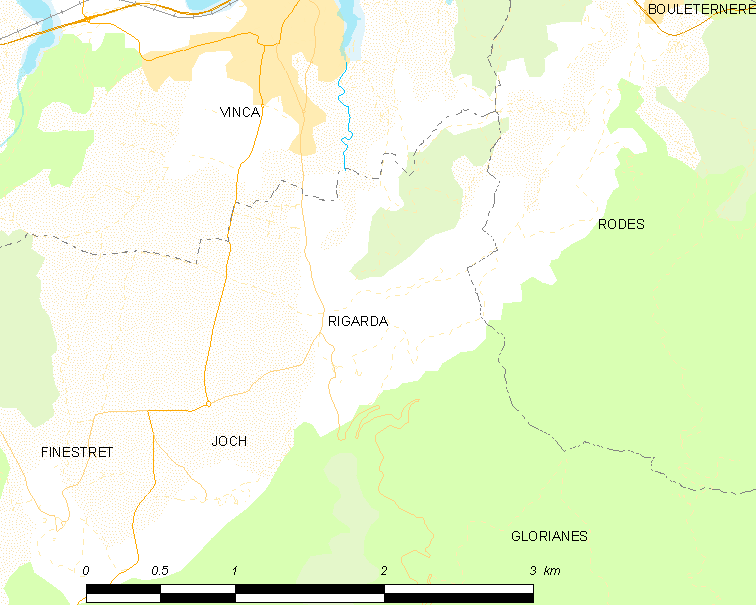
Situation de la commune.

|      | Vinça     |       |
| Joch | Rigarda   | Rodès |
|      | Glorianes |       |

### Géologie et relief
La commune est classée en zone de sismicité 3, correspondant à une sismicité modérée.[pertinence contestée]

### Climat
Pour des articles plus généraux, voir Climat de l'Occitanie et Climat des Pyrénées-Orientales.
En 2010, le climat de la commune est de type climat méditerranéen altéré, selon une étude du CNRS s'appuyant sur une série de données couvrant la période 1971-2000. En 2020, Météo-France publie une typologie des climats de la France métropolitaine dans laquelle la commune est exposée à un climat de montagne ou de marges de montagne et est dans la région climatique Pyrénées orientales, caractérisée par une faible pluviométrie, un très bon ensoleillement (2 600 h/an), un air sec, particulièrement en hiver et peu de brouillards.
Pour la période 1971-2000, la température annuelle moyenne est de 14 °C, avec une amplitude thermique annuelle de 14,9 °C. Le cumul annuel moyen de précipitations est de 782 mm, avec 5,8 jours de précipitations en janvier et 4 jours en juillet. Pour la période 1991-2020, la température moyenne annuelle observée sur la station météorologique la plus proche, située sur la commune d'Eus à 6 km à vol d'oiseau, est de 13,6 °C et le cumul annuel moyen de précipitations est de 539,8 mm,. Pour l'avenir, les paramètres climatiques de la commune estimés pour 2050 selon différents scénarios d’émission de gaz à effet de serre sont consultables sur un site dédié publié par Météo-France en novembre 2022.

### Milieux naturels et biodiversité

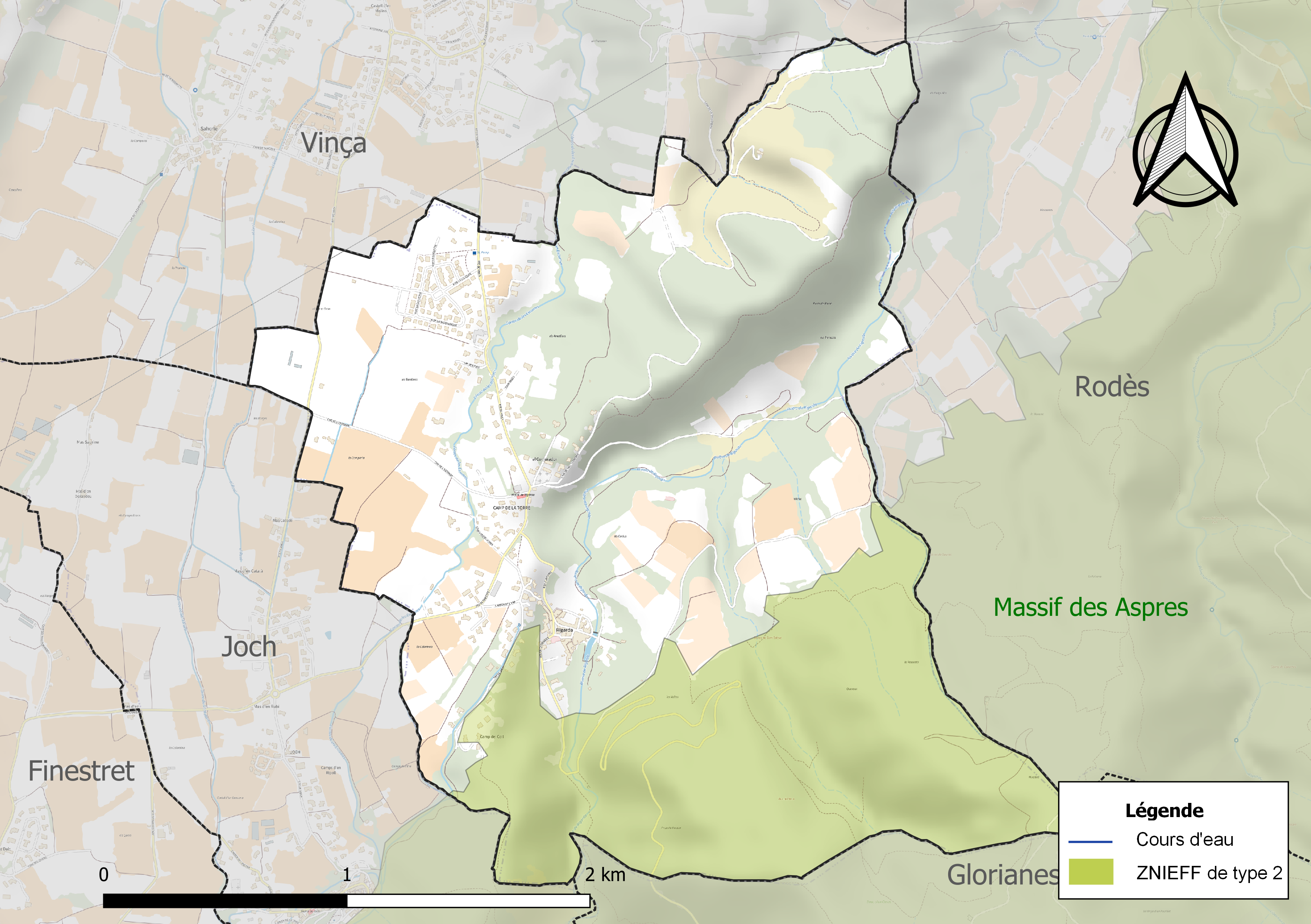
Carte de la ZNIEFF de type 2 localisée sur la commune.

L’inventaire des zones naturelles d'intérêt écologique, faunistique et floristique (ZNIEFF) a pour objectif de réaliser une couverture des zones les plus intéressantes sur le plan écologique, essentiellement dans la perspective d’améliorer la connaissance du patrimoine naturel national et de fournir aux différents décideurs un outil d’aide à la prise en compte de l’environnement dans l’aménagement du territoire.
Une ZNIEFF de type 2 est recensée sur la commune :
le « massif des Aspres » (28 819 ha), couvrant 37 communes du département.

## Urbanisme

### Typologie
Au 1er janvier 2024, Rigarda est catégorisée commune rurale à habitat dispersé, selon la nouvelle grille communale de densité à sept niveaux définie par l'Insee en 2022.
Elle appartient à l'unité urbaine de Vinça, une agglomération intra-départementale regroupant quatre communes, dont elle est une commune de la banlieue,,. Par ailleurs la commune fait partie de l'aire d'attraction de Perpignan, dont elle est une commune de la couronne,. Cette aire, qui regroupe 118 communes, est catégorisée dans les aires de 200 000 à moins de 700 000 habitants,.

### Occupation des sols
L'occupation des sols de la commune, telle qu'elle ressort de la base de données européenne d’occupation biophysique des sols Corine Land Cover (CLC), est marquée par l'importance des territoires agricoles (47,8 % en 2018), en diminution par rapport à 1990 (59,8 %). La répartition détaillée en 2018 est la suivante : 
zones agricoles hétérogènes (32,6 %), forêts (28 %), cultures permanentes (15,3 %), milieux à végétation arbustive et/ou herbacée (12,2 %), zones urbanisées (11,9 %). L'évolution de l’occupation des sols de la commune et de ses infrastructures peut être observée sur les différentes représentations cartographiques du territoire : la carte de Cassini (XVIIIe siècle), la carte d'état-major (1820-1866) et les cartes ou photos aériennes de l'IGN pour la période actuelle (1950 à aujourd'hui).

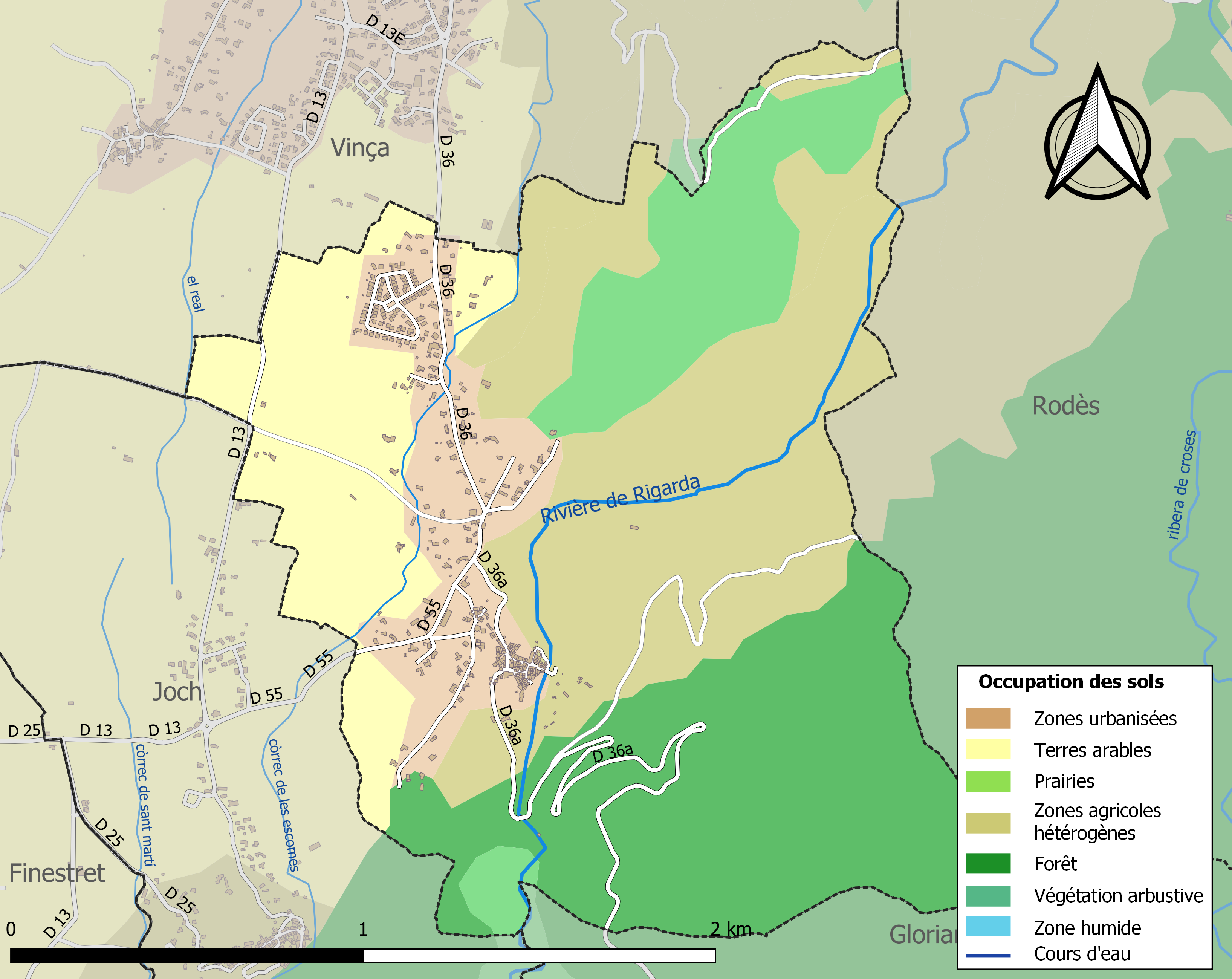
Carte des infrastructures et de l'occupation des sols de la commune en 2018 (CLC).

### Risques majeurs
Le territoire de la commune de Rigarda est vulnérable à différents aléas naturels : inondations, climatiques (grand froid ou canicule), feux de forêts, mouvements de terrains et séisme (sismicité modérée). Il est également exposé à un risque particulier, le risque radon,.

#### Risques naturels
Certaines parties du territoire communal sont susceptibles d’être affectées par le risque d’inondation par crue torrentielle de cours d'eau du bassin de la Têt.
Les mouvements de terrains susceptibles de se produire sur la commune sont soit des mouvements liés au retrait-gonflement des argiles, soit des glissements de terrains, soit des chutes de blocs. Une cartographie nationale de l'aléa retrait-gonflement des argiles permet de connaître les sols argileux ou marneux susceptibles vis-à-vis de ce phénomène.

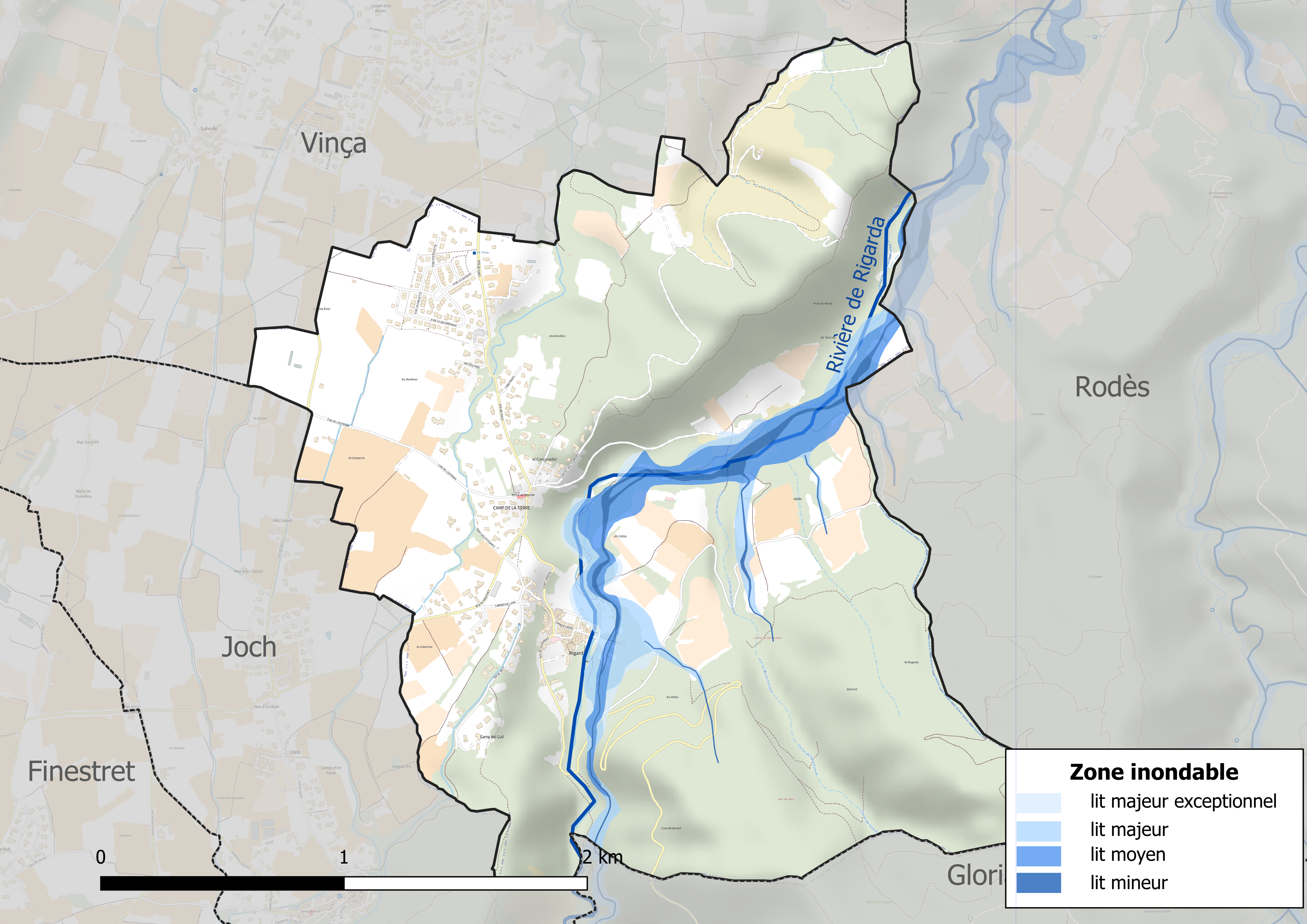
Carte des zones inondables.
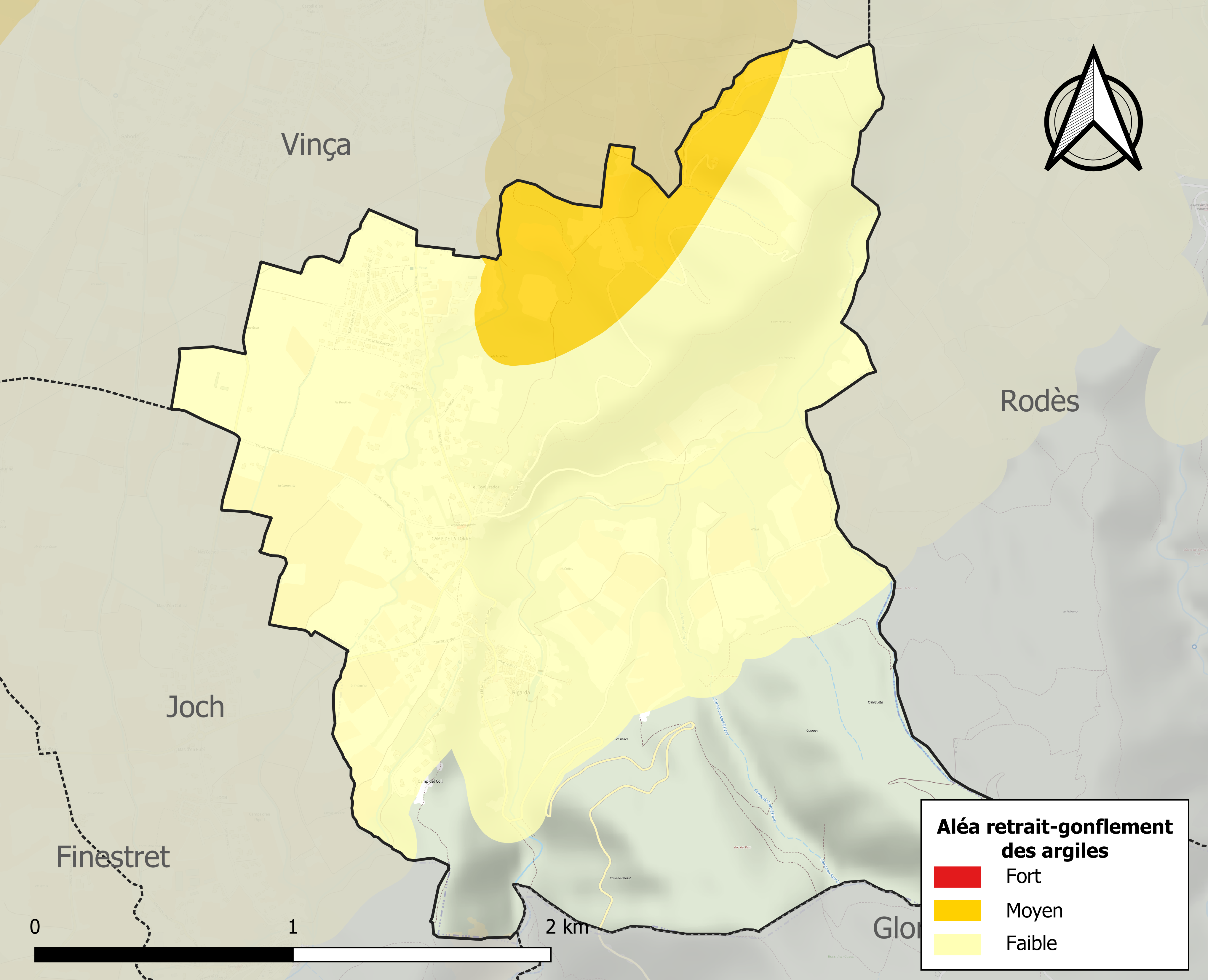
Carte des zones d'aléa retrait-gonflement des argiles.

#### Risque particulier
Dans plusieurs parties du territoire national, le radon, accumulé dans certains logements ou autres locaux, peut constituer une source significative d’exposition de la population aux rayonnements ionisants. Toutes les communes du département sont concernées par le risque radon à un niveau plus ou moins élevé. Selon la classification de 2018, la commune de Rigarda est classée en zone 2, à savoir zone à potentiel radon faible mais sur lesquelles des facteurs géologiques particuliers peuvent faciliter le transfert du radon vers les bâtiments.

## Politique et administration

### Liste des maires
| Période                                  | Période  | Identité                 | Étiquette | Qualité |
| ---------------------------------------- | -------- | ------------------------ | --------- | ------- |
| Les données manquantes sont à compléter. |          |                          |           |         |
| 1792 An I de la République               |          | NUIXA                    |           |         |
| 1793                                     |          | Jean VILLASSECA          |           |         |
| An II de la République                   |          | Jacques GAILLARDA        |           |         |
| An IV                                    | An VI    | Jean PUJOL               |           |         |
| An VII                                   |          | Jean IXART               |           |         |
| An VIII                                  | 1821     | Sauveur LLONGUET         |           |         |
| 1822                                     | 1833     | Bonaventure de PAILLARES |           |         |
| 1834                                     | 1837     | Julien PUELL             |           |         |
| 1838                                     | 1843     | Sauveur LLONGUET         |           |         |
| 1844                                     | 1851     | Jacques NER              |           |         |
| 1852                                     | 1870     | François COURT           |           |         |
| 1871                                     | 1874     | Joseph PAULO             |           |         |
| 1875                                     | 1876     | Joseph GARRIGUE          |           |         |
| 1877                                     | 1888     | Joseph BARBOTEU          |           |         |
| 1889                                     | 1896     | Joachim GARRIGUE         |           |         |
| 1897                                     | 1900     | Pierre IGONET            |           |         |
| 1901                                     | 1907     | Joseph LLONGUET          |           |         |
| 1908                                     | 1912     | Casimir BARBOTEU         |           |         |
| 1913                                     | 1924     | Joseph GARRIGUE          |           |         |
| 1925                                     | 1930     | Pierre IGONET            |           |         |
| 1931                                     | 1939     | Blaise PALMAROLE         |           |         |
| 1940                                     |          | Jean PAGES               |           |         |
| 1941                                     | 1944     | Joseph LAGUERRE          |           |         |
| 1945                                     | 1946     | Blaise PALMAROLE         |           |         |
| 1947                                     | 1953     | Gabriel BACO             |           |         |
| 1954                                     | 1959     | Jean IXART               |           |         |
| 1959                                     | 1977     | Martin CLOS              |           |         |
| 1977                                     | 1983     | Joseph PAGES             |           |         |
| 1983                                     | 1989     | Janick IXART             |           |         |
| 1989                                     | En cours | André JOSSE              |           |         |

## Population et société

### Démographie ancienne
La population est exprimée en nombre de feux (f) ou d'habitants (H).
| 1358 | 1365 | 1378 | 1470 | 1515 | 1553 | 1709 | 1720 | 1767  |
| ---- | ---- | ---- | ---- | ---- | ---- | ---- | ---- | ----- |
| 9 f  | 16 f | 9 f  | 18 f | 15 f | 11 f | 56 f | 49 f | 297 H |

| 1774 | 1789 | - | - | - | - | - | - | - |
| ---- | ---- | - | - | - | - | - | - | - |
| 57 f | 55 f | - | - | - | - | - | - | - |

### Démographie contemporaine
L'évolution du nombre d'habitants est connue à travers les recensements de la population effectués dans la commune depuis 1793. Pour les communes de moins de 10 000 habitants, une enquête de recensement portant sur toute la population est réalisée tous les cinq ans, les populations de référence des années intermédiaires étant quant à elles estimées par interpolation ou extrapolation. Pour la commune, le premier recensement exhaustif entrant dans le cadre du nouveau dispositif a été réalisé en 2008.

En 2022, la commune comptait 700 habitants, en évolution de +7,86 % par rapport à 2016 (Pyrénées-Orientales : +3,92 %, France hors Mayotte : +2,11 %).
| 1793 | 1800 | 1806 | 1821 | 1831 | 1836 | 1841 | 1846 | 1851 |
| ---- | ---- | ---- | ---- | ---- | ---- | ---- | ---- | ---- |
| 300  | 277  | 246  | 298  | 357  | 334  | 311  | 332  | 300  |

| 1856 | 1861 | 1866 | 1872 | 1876 | 1881 | 1886 | 1891 | 1896 |
| ---- | ---- | ---- | ---- | ---- | ---- | ---- | ---- | ---- |
| 321  | 337  | 337  | 339  | 301  | 308  | 323  | 329  | 315  |

| 1901 | 1906 | 1911 | 1921 | 1926 | 1931 | 1936 | 1946 | 1954 |
| ---- | ---- | ---- | ---- | ---- | ---- | ---- | ---- | ---- |
| 330  | 363  | 332  | 306  | 296  | 290  | 250  | 193  | 168  |

| 1962 | 1968 | 1975 | 1982 | 1990 | 1999 | 2006 | 2008 | 2013 |
| ---- | ---- | ---- | ---- | ---- | ---- | ---- | ---- | ---- |
| 149  | 137  | 135  | 144  | 164  | 219  | 307  | 332  | 632  |

| 2018 | 2022 | - | - | - | - | - | - | - |
| ---- | ---- | - | - | - | - | - | - | - |
| 634  | 700  | - | - | - | - | - | - | - |

### Manifestations culturelles et festivités
- Patronne (= fête patronale) du village Sainte Eulalie souhaitée le 10 décembre[28].

## Économie

### Revenus
En 2018, la commune compte 223 ménages fiscaux, regroupant 553 personnes. La médiane du revenu disponible par unité de consommation est de 20 800 € (19 350 € dans le département).

### Emploi
|                | 2008   | 2013   | 2018   |
| -------------- | ------ | ------ | ------ |
| Commune        | 12,7 % | 11,4 % | 7 %    |
| Département    | 10,3 % | 12,9 % | 13,3 % |
| France entière | 8,3 %  | 10 %   | 10 %   |

En 2018, la population âgée de 15 à 64 ans s'élève à 373 personnes, parmi lesquelles on compte 71,3 % d'actifs (64,3 % ayant un emploi et 7 % de chômeurs) et 28,7 % d'inactifs,. En 2018, le taux de chômage communal (au sens du recensement) des 15-64 ans est inférieur à celui de la France et du département, alors qu'en 2008 la situation était inverse.
La commune fait partie de la couronne de l'aire d'attraction de Perpignan, du fait qu'au moins 15 % des actifs travaillent dans le pôle,. Elle compte 46 emplois en 2018, contre 49 en 2013 et 33 en 2008. Le nombre d'actifs ayant un emploi résidant dans la commune est de 242, soit un indicateur de concentration d'emploi de 19,2 % et un taux d'activité parmi les 15 ans ou plus de 55 %.
Sur ces 242 actifs de 15 ans ou plus ayant un emploi, 39 travaillent dans la commune, soit 16 % des habitants. Pour se rendre au travail, 90,9 % des habitants utilisent un véhicule personnel ou de fonction à quatre roues, 2,1 % les transports en commun, 0,8 % s'y rendent en deux-roues, à vélo ou à pied et 6,2 % n'ont pas besoin de transport (travail au domicile).

### Activités hors agriculture

#### Secteurs d'activités
31 établissements sont implantés à Rigarda au 31 décembre 2019. Le tableau ci-dessous en détaille le nombre par secteur d'activité et compare les ratios avec ceux du département,.
| Secteur d'activité                                                                                        | Commune | Commune | Département |
| Secteur d'activité                                                                                        | Nombre  | %       | %           |
| --- | ------- | ------- | ----------- |
| Ensemble                                                                                                  | 31      |         |             |
| Construction                                                                                              | 8       | 25,8 %  | (14,3 %)    |
| Commerce de gros et de détail, transports, hébergement et restauration                                    | 7       | 22,6 %  | (30,5 %)    |
| Activités financières et d'assurance                                                                      | 1       | 3,2 %   | (3 %)       |
| Activités immobilières                                                                                    | 2       | 6,5 %   | (6,2 %)     |
| Activités spécialisées, scientifiques et techniques et activités de services administratifs et de soutien | 5       | 16,1 %  | (13 %)      |
| Administration publique, enseignement, santé humaine et action sociale                                    | 6       | 19,4 %  | (13,9 %)    |
| Autres activités de services                                                                              | 2       | 6,5 %   | (8,5 %)     |

Le secteur de la construction est prépondérant sur la commune puisqu'il représente 25,8 % du nombre total d'établissements de la commune (8 sur les 31 entreprises implantées à Rigarda), contre 14,3 % au niveau départemental.

### Agriculture
|               | 1988 | 2000 | 2010 | 2020 |
| ------------- | ---- | ---- | ---- | ---- |
| Exploitations | 21   | 13   | 9    | 4    |
| SAU (ha)      | 109  | 98   | 744  | 174  |

La commune est dans le Conflent, une petite région agricole occupant le centre-ouest du département des Pyrénées-Orientales. En 2020, l'orientation technico-économique de l'agriculture sur la commune est la culture de fleurs et/ou horticulture diverse. Quatre exploitations agricoles ayant leur siège dans la commune sont dénombrées lors du recensement agricole de 2020 (21 en 1988). La superficie agricole utilisée est de 174 ha,,.

## Culture locale et patrimoine

### Monuments et lieux touristiques
- Église Sainte-Eulalie-et-Sainte-Julie de Rigarda.
- Chapelle Sainte-Eulalie de Vilella, chapelle romane.

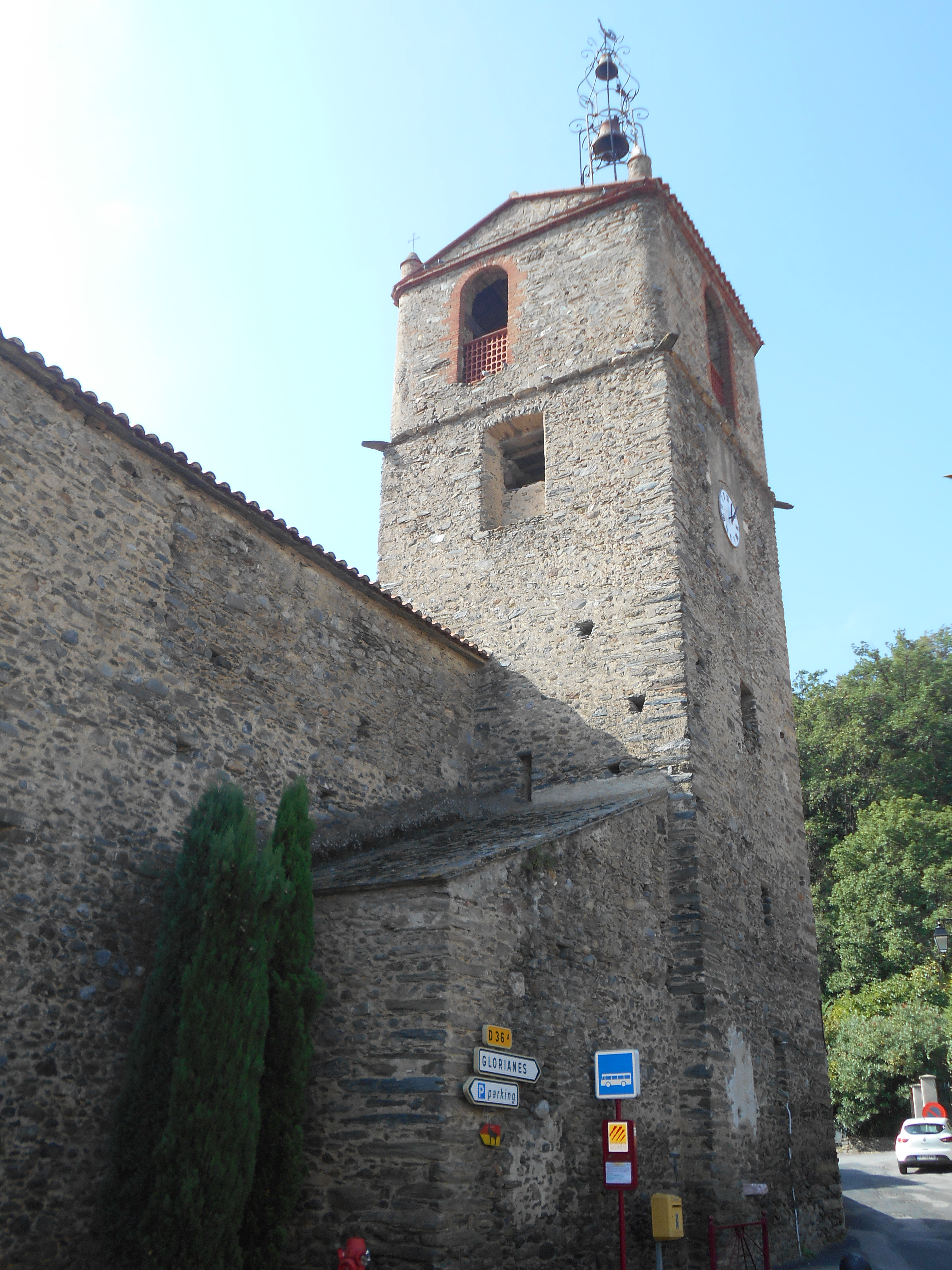
Église Sainte-Eulalie-et-Sainte-Julie de Rigarda
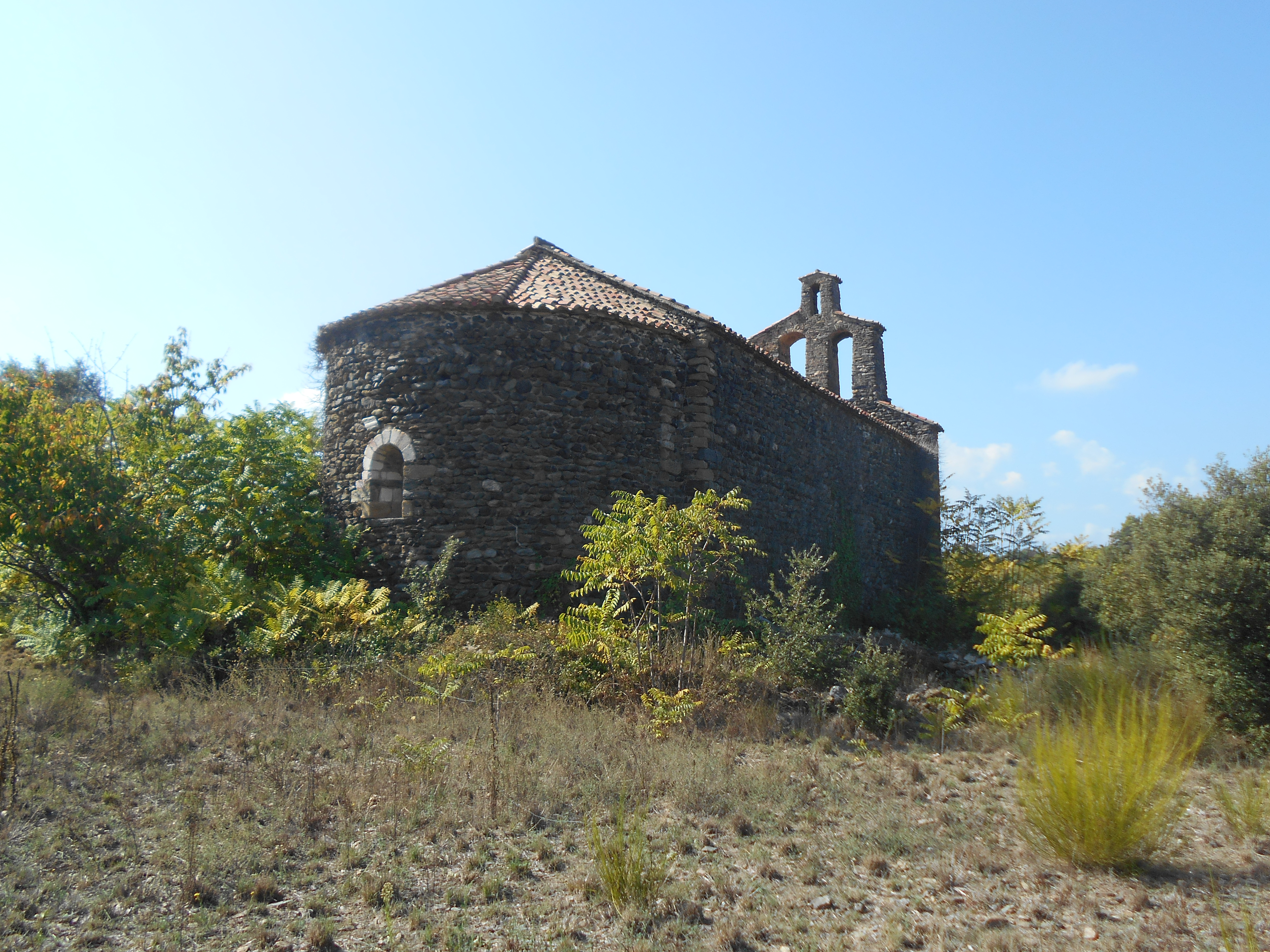
Chapelle Sainte-Eulalie de Villèle

### Héraldique et identité visuelle

#### Toponymie
Le nom Rigarda vient du catalan Riu Gardat qui signifie Rivière Gardée. En effet, la rivière traversant Rigarda (Le Riufagès) était surveillée par une tour, aujourd'hui démolie. On peut retrouver cette explication sur le blason de la commune.
En catalan, le nom de la commune est Rigardà.

#### Blason
| Blason de Rigarda | Blason  | Le blason de la commune représente le Riu Fagès, rivière traversant Rigarda, et une tour. L'explication de l'origine du nom "Rigarda" s'explique aussi par le blason : la tour surveille la rivière. DeviseLa devise du village est Sempre Més (Toujours plus). |
| Blason de Rigarda | Détails | Le statut officiel du blason reste à déterminer. |

### Personnalités liées à la commune
Nés à Rigarda :
- Éliane Thibaut-Comelade (1928-2021), spécialiste de la cuisine catalane ;
- Guy Malé (1930-1987), homme politique.